# خوسيه لويس كليرك
خوسيه لويس كليرك (بالإسبانية: José Luis Clerc)‏ مواليد 16 أغسطس 1958 في بوينس آيرس، الأرجنتين، هو لاعب كرة مضرب أرجنتيني سابق كان يلعب باليد اليمنى بدأ مسيرته كمحترف عام 1977، اعتزال اللعب في 1988.

## روابط خارجية
- خوسيه لويس كليرك على موقع رابطة محترفي التنس (الإنجليزية)
- خوسيه لويس كليرك على موقع الاتحاد الدولي لكرة المضرب (الإنجليزية)
- خوسيه لويس كليرك على موقع كأس ديفيز (الإنجليزية)
- خوسيه لويس كليرك على موقع خلاصة التنس.كوم (الإنجليزية)